# Alpgundkopf
Der Alpgundkopf ist ein 2177 m ü. NHN hoher Berg in den Allgäuer Alpen. Er liegt in der Gruppe der Schafalpenköpfe nordöstlich vom Rossgundkopf, von dem er durch die Alpgundscharte getrennt wird. Im Südosten liegen der 383 Meter entfernte, niedriger Alpkopf sowie der 1035 Meter entfernte kleine Guggersee.

## Besteigung
Auf den Alpgundkopf führt kein markierter Weg. Man erreicht ihn weglos von der Alpgundscharte, wobei dieser Anstieg Trittsicherheit und Bergerfahrung erfordert. Alle anderen Anstiege sind wegen des brüchigen Gesteins nicht zu empfehlen.

## Bilder

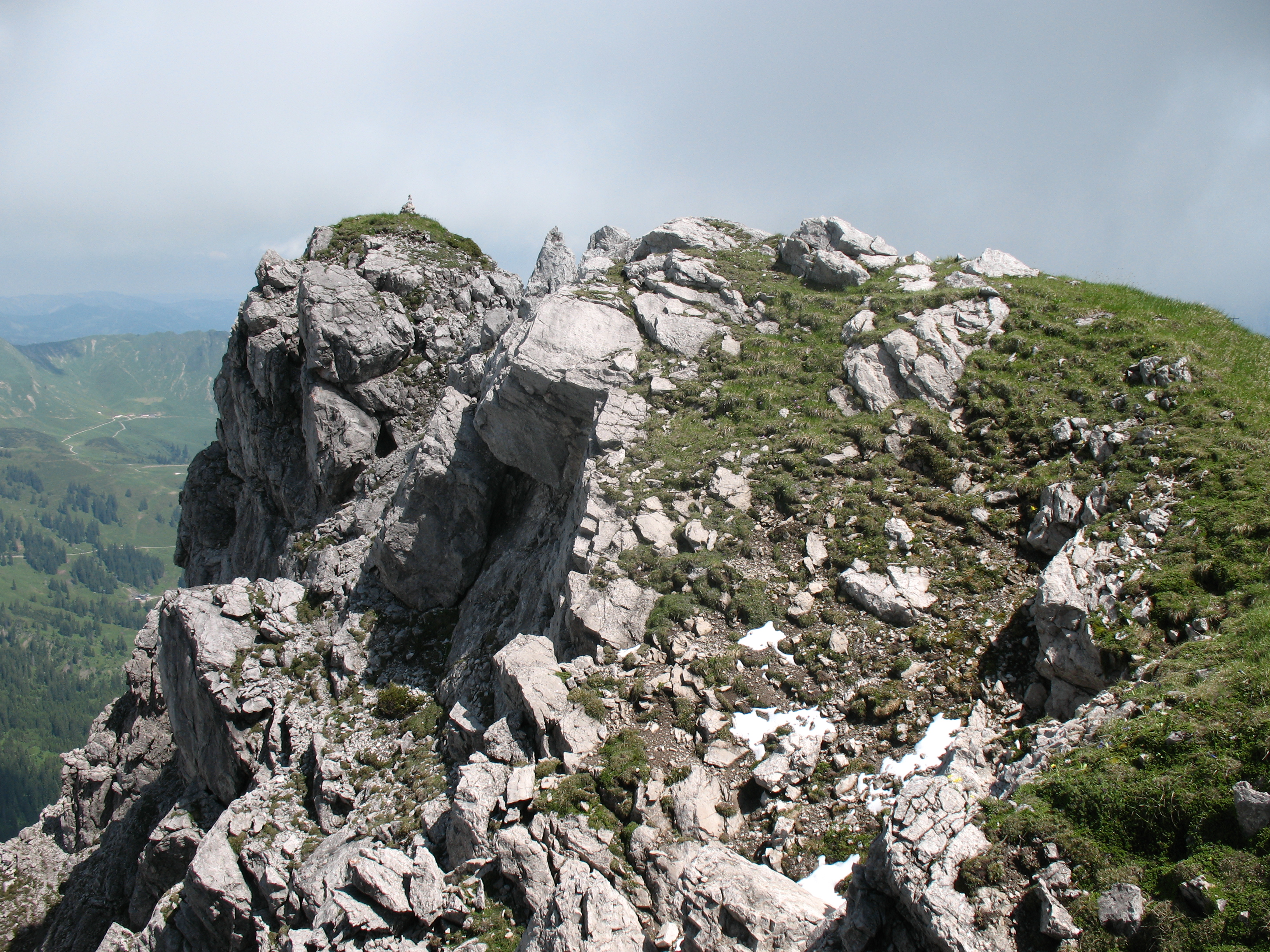
Gipfelaufbau
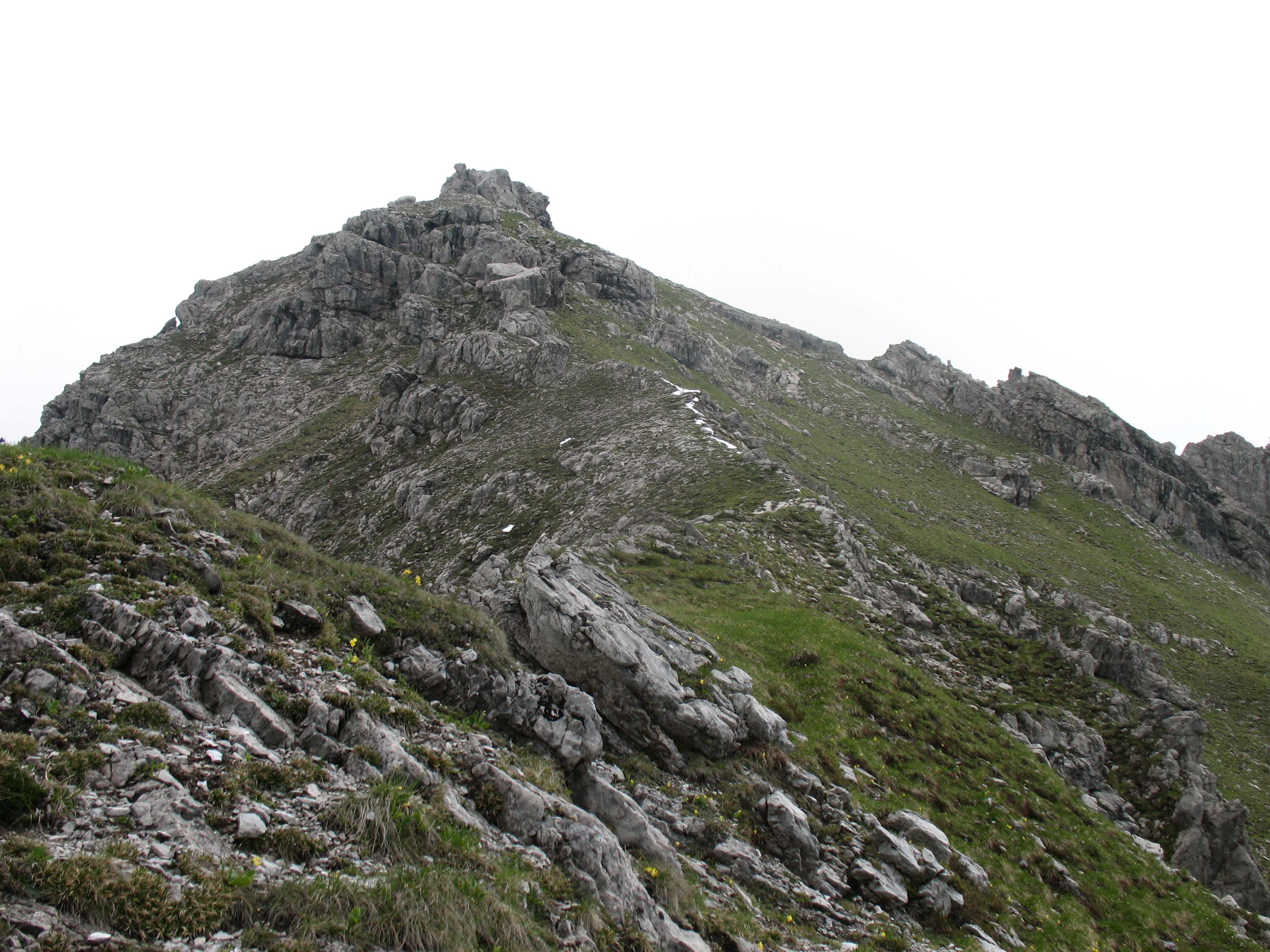
Südwest-Grat